# 84100 Farnocchia
84100 Farnocchia è un asteroide della fascia principale. Scoperto nel 2002, presenta un'orbita caratterizzata da un semiasse maggiore pari a 2,7313784 UA e da un'eccentricità di 0,2032601, inclinata di 5,81830° rispetto all'eclittica.
L'asteroide è dedicato a Davide Farnocchia, matematico dell'Università di Pisa.